# St. Nikolai (Höxter)

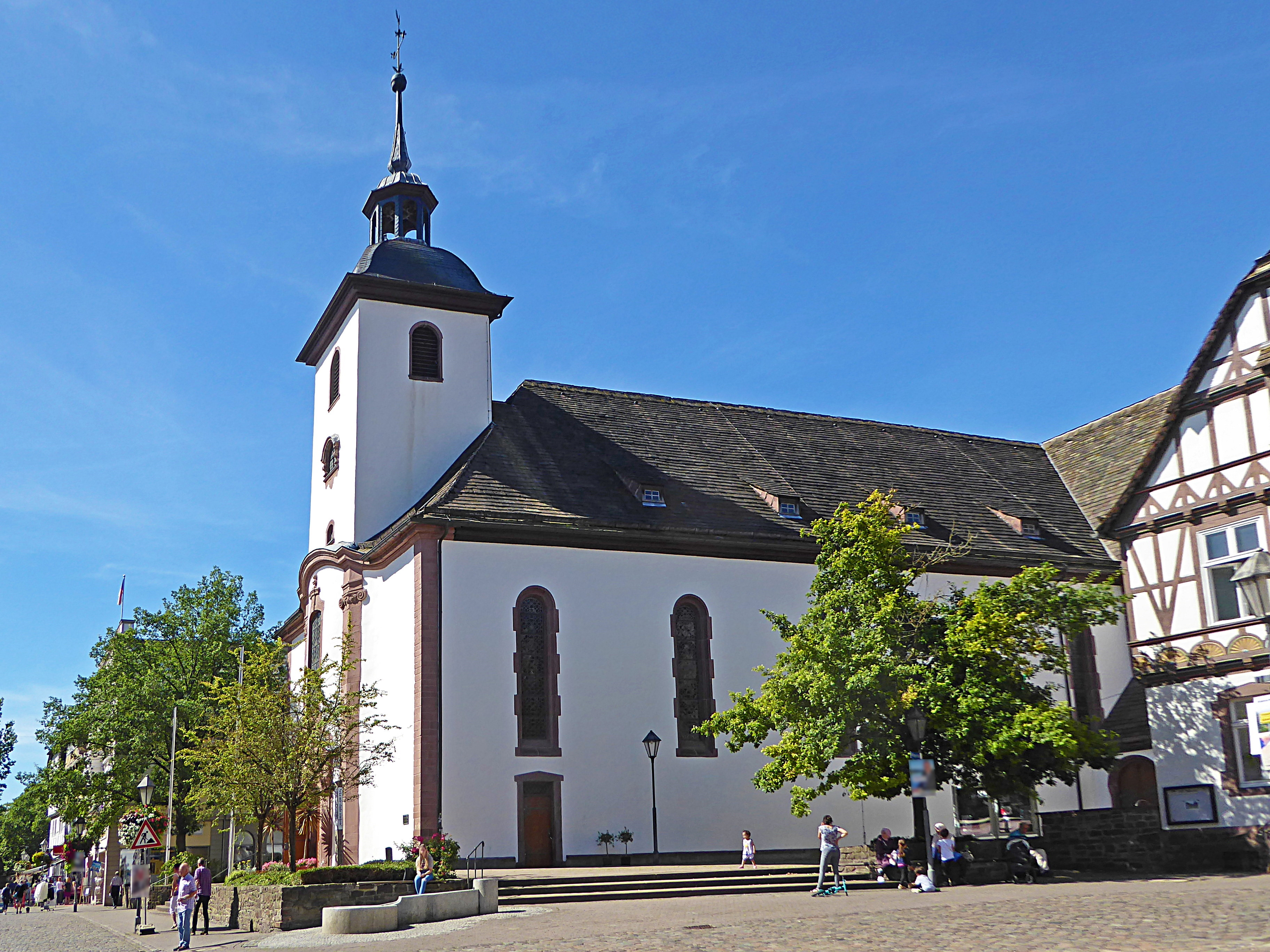
St. Nikolai

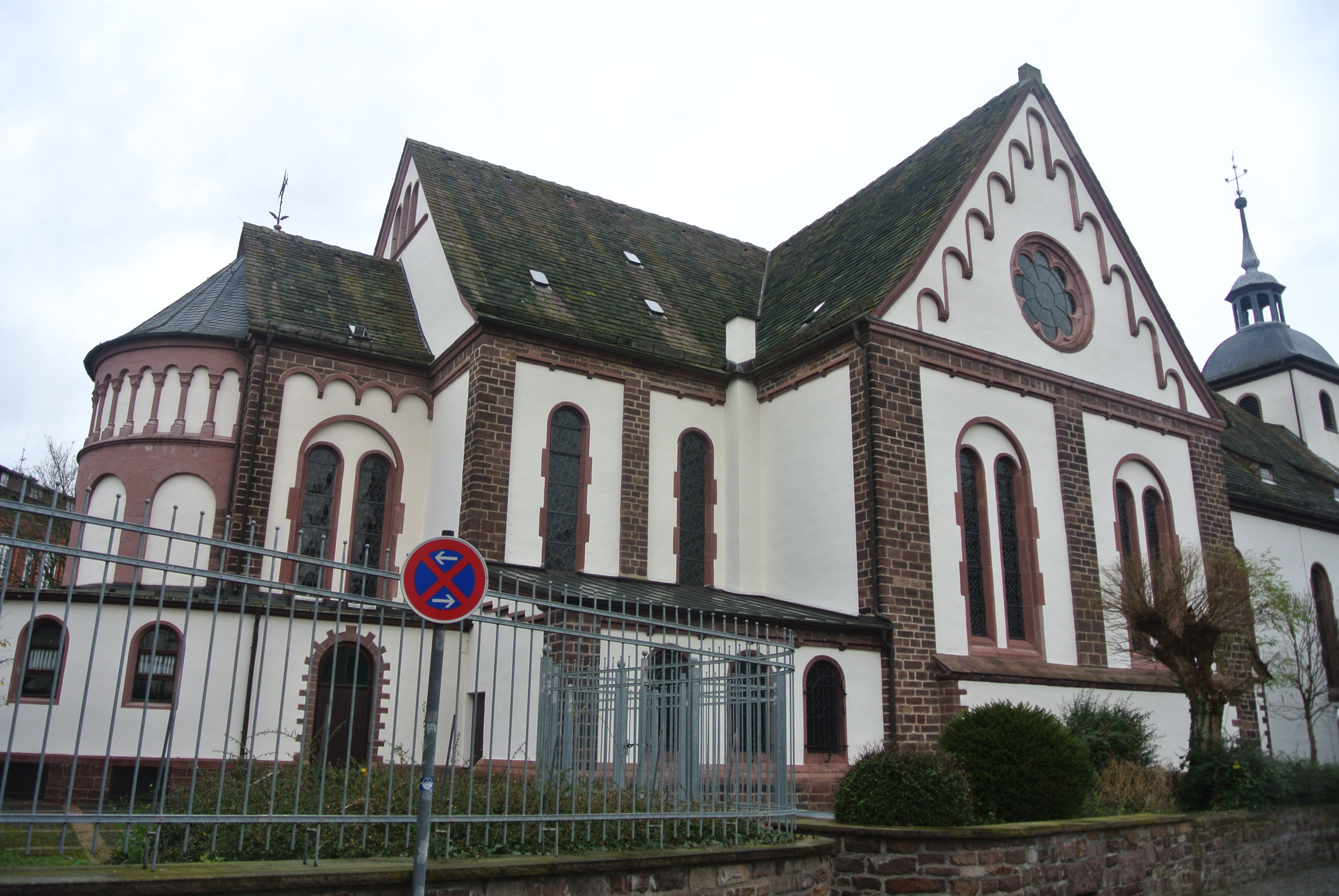
Die neuromanische Erweiterung

Die katholische Pfarrkirche St. Nikolai ist ein denkmalgeschütztes Kirchengebäude in der Marktstraße in der ostwestfälischen Stadt Höxter im Kreis Höxter (Nordrhein-Westfalen).

## Geschichte
Die – nach der Kilianikirche und der Petrikirche – dritte Pfarrkirche der Stadt Höxter wurde um 1150 in nördlicher Randlage der Stadt begründet, in deren zweiten Befestigungsring sie 1245, unmittelbar neben dem neuangelegten Nikolaitor, für das der Kirchturm zugleich als Torturm diente, einbezogen wurde. Vor dieser Einbeziehung scheint sie die Pfarrkirche der nördlich von Höxter gelegenen Bauerschaft gewesen zu sein. Bereits 1157 beginnen Schenkungen an die Nikolaikirche, und 1189 stiftete Bischof Adelog von Hildesheim einen Ablass zu Wiederherstellungen an der Kirche, die als eine einfache flachgedeckte Saalkirche belegt ist.
1533 wurde seitens des Magistrats in Höxter an allen drei Hauptkirchen der Stadt die Reformation eingeführt, und auch an der Nikolaikirche wirkte ein evangelischer Prediger namens Johannes Pollhenne. In den nachfolgenden Auseinandersetzungen vermittelte Landgraf Philipp von Hessen 1536 einen Vertrag, demzufolge die Nikolaikirche zusammen mit St. Kiliani evangelisch bleiben sollte und dem Kollegiatstift der Petrikirche die Nutzung ihres Chores erlaubt wurde. Mit dem Dreißigjährigen Krieg war die Nikolaikirche zunehmend in Verfall geraten, so dass sie am Allerheiligentag des Jahres 1662 durch den Administrator der Abtei Corvey, Fürstbischof Christoph Bernhard von Galen, wieder für den katholischen Ritus eingerichtet und im  Gnaden- und Segensrezess von 1674 das Petristift hierher verlegt wurde. Der bisherige Stiftsdechant Friedrich Krafft wurde damit zum Pfarrdechant, und die Nikolaikirche zur katholischen Hauptpfarrkirche des Corveyer Landes. Unter Krafft erfolgte eine grundlegende Reparatur und Neuausstattung der Kirche. 1691 wurde der Hauptaltar und 1696 die Nebenaltäre konsekriert.
Mit dem Ende des Siebenjährigen Kriegs entstanden Pläne, die bescheidene mittelalterliche Nikolaikirche aufzugeben und stattdessen einen repräsentativen Neubau in zentraler Lage am Markt der Stadt aufzuführen. Schon 1764 wurde durch Dechant Schmitz das dazu notwendige Grundstück, das bisherige Lippesche Haus, erworben und 1765 die Finanzierungsfrage, namentlich durch eine Kollektenreise durch die süddeutschen Bistümer, gelöst werden. 1766 begannen die Bauarbeiten und gleichzeitig die Abbrucharbeiten an der alten Nikolaikirche, deren Inventar – darunter die 1711 erbaute Orgel – in den Neubau übertragen wurden. Am Nikolaustag des Jahres 1700 fand der erste Gottesdienst in der Kirche statt, die 1771 von Fürstabt Philipp von Spiegel zum Desenberg eingeweiht wurde.
Ab 1896 wurde die barocke Kirche durch Lambert von Fisenne aus Gelsenkirchen dreischiffig eingewölbt und um einen Chor sowie ein Querhaus in neuromanischen Formen erweitert und am 3. Juli 1901 durch Weihbischof Augustinus Gockel konsekriert.

## Architektur

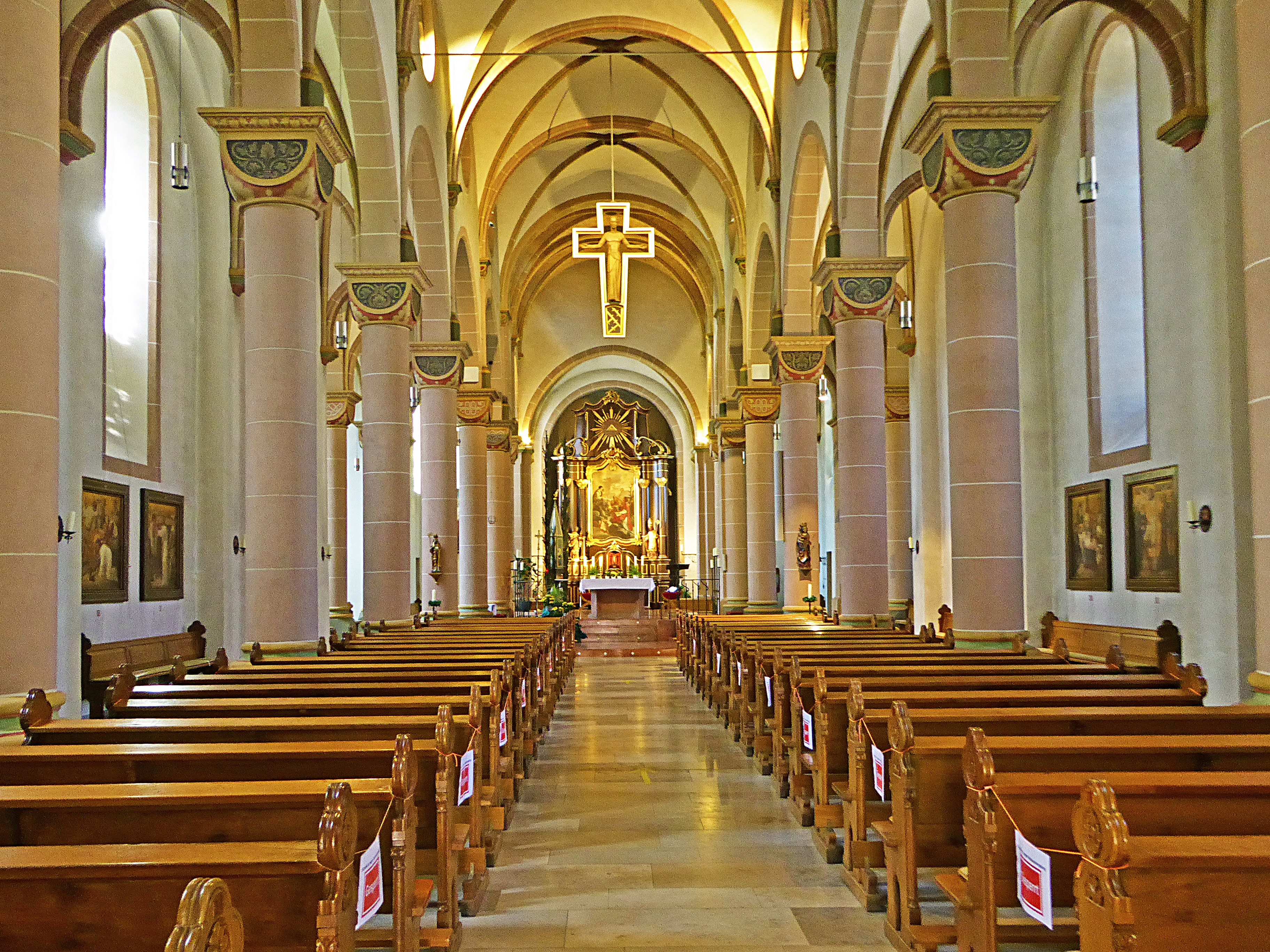
Das Langhaus von St. Nikolai

Kern der heutigen Nikolaikirche ist die einfache barocke Saalkirche mit eingezogenem Turm und ihrer geschwungenen Fassade im Stil des Weserbarock. Durch den historistischen Ausbau, der sie zu einem gleichwertigen Partner der evangelischen Kilianikirche der Stadt machen sollte, wurde sie zu einer Stufenhalle mit ausladenden Querhaus und eingezogenen Chor mit Apsidenabschluss nach rheinischem Vorbild umgestaltet. Der Kirchenraum ist über Rundpfeilern mit Würfelkapitellen kreuzrippengewölbt. Die 1905 von Karl Vath vorgenommene Ausmalung wurde 1995 nur in den beiden östlichen Jochen nach Befund wiederhergestellt.

## Ausstattung

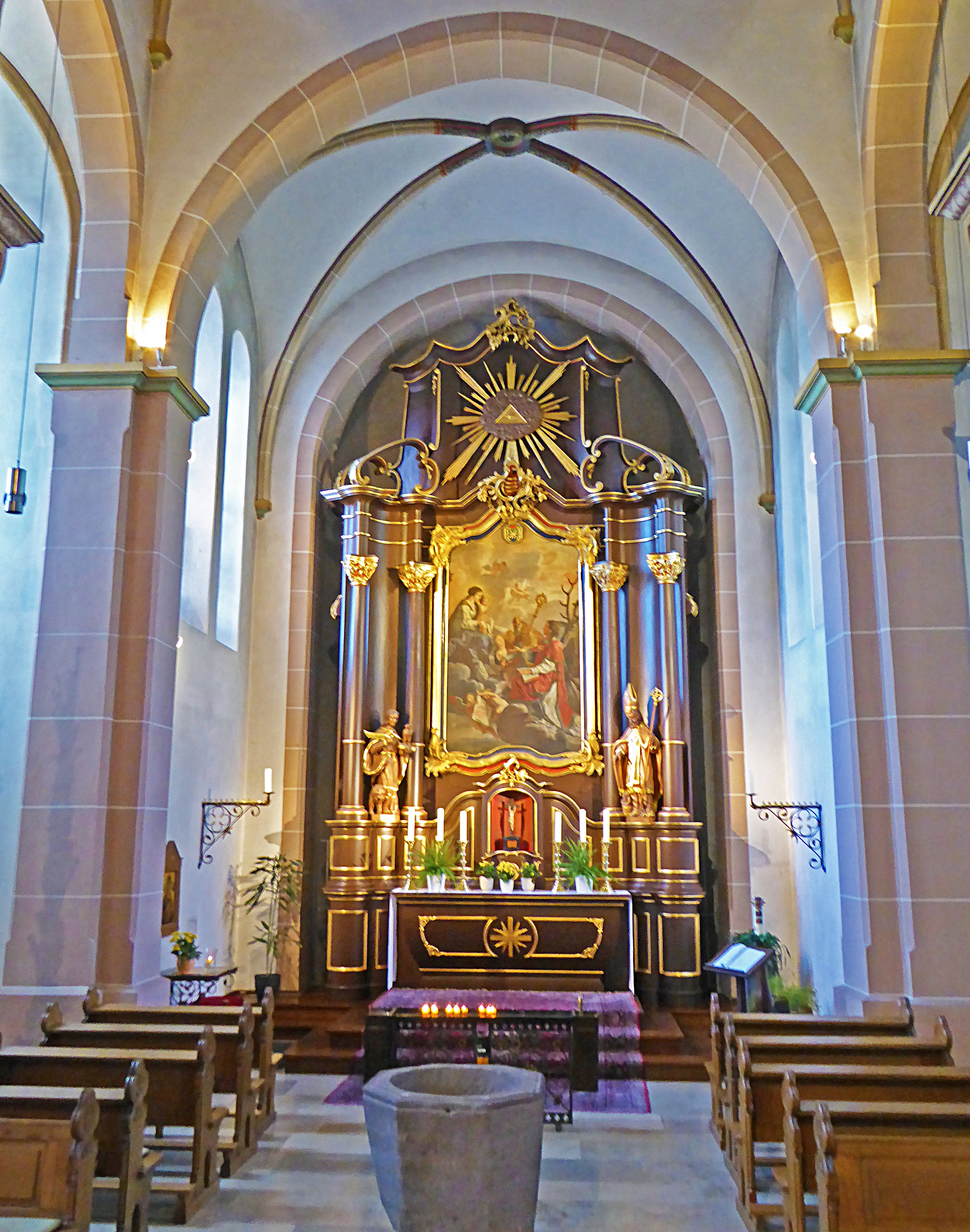
Hochaltar

Im 2007 rekonstruierten Hochaltar von 1782 befindet sich ein Ölgemälde mit der Darstellung der Anbetung der Madonna durch die Heiligen Liborius und Meinolf. Es wurde vor 1678 von Johann Georg Rudolphi gemalt und der Kirche 1813 geschenkt.
- Die Taufe ist ein achtseitiger Kelch aus Sandstein, sie wurde im 16. Jahrhundert angefertigt.
- Die Kreuzwegbilder wurden 1911 von Heinrich Repke geschaffen.
- Die anmutige Madonna aus Holz wurde im ersten Drittel des 15. Jahrhunderts geschnitzt.
- Die Pietà aus Holz entstand um 1900 in der Wiedenbrücker Schule.
- Eine große Ampel aus Messing mit reicher Treibarbeit ist mit 1706 bezeichnet, sie wurde der Kirche von Godehardus Finckenberg aus Corvey geschenkt.
- Die schmiedeeiserne Turmuhr wurde im 18. Jahrhundert gebaut.

### Orgel
1678 wurde der alten Nikolaikirche ein Orgelpositiv aus Minden überlassen, das 1711 durch ein von Johann Berenhard Klausing aus Herford geschaffenes und 1766 in den Neubau überführtes einmanualiges Instrument mit acht Registern und angehängtem Pedal ersetzt wurde.
| Manual C, D, E–c3 |    |
| Principal         | 8′ |
| Gedackt           | 8‘ |
| Oktav             | 4′ |
| Spitzflöte        | 4‘ |
| Octav             | 2‘ |
| Sesquialtera III  |    |
| Mixtur IV         |    |
| Trompete          | 8‘ |

Die heutige Orgel geht zurück auf ein Instrument, das 1936 durch den Orgelbauer Anton Feith (Paderborn) erbaut worden war. Das Kegelladen-Instrument hatte 29 Register auf zwei Manualen und Pedal. 1973 wurde die Orgel durch den Orgelbauer Siegfried Sauer (Ottbergen) restauriert und zu einem dreimanualigen Instrument umgebaut. Das Gehäuse des Hauptwerkes und der Prospekt sind von der Klausing-Orgel von 1711 übernommen. 1999 erhielt die Orgel neue Spieltrakturen aus Zedernholz.
| I Rückpositiv C– |       |     |
| Singend Gedeckt  | 8′    | (H) |
| Praestant        | 4′    |     |
| Blockflöte       | 2′    |     |
| Octävlein        | 1′    |     |
| Sesquialtera II  | 2 ⁄3′ | (H) |
| Cymbel IV        | 2⁄3′  |     |
| Schalmey         | 8′    |     |
| Tremulant        |       |     |

| II Hauptwerk C–     |       |     |
| Pommer              | 16′   | (H) |
| Principal           | 8′    |     |
| Gedecktflöte        | 8′    | (H) |
| Octave              | 4′    | (H) |
| Gemshorn            | 4′    |     |
| Octave              | 2′    |     |
| Cornett V (ab fis0) | 8′    | (H) |
| Mixtur VI           | 1 ⁄3′ |     |
| Trompete            | 8′    | (H) |

| III Schwellwerk C– |        |     |
| Holzflöte          | 8′     | (H) |
| Principal          | 4′     | (H) |
| Schwiegel          | 2′     |     |
| Terzflöte          | 1 3⁄5′ |     |
| Nasat              | 1 ⁄3′  | (H) |
| Scharff V          | 1′     |     |
| Rankett            | 16′    |     |
| Oboe               | 8′     | (H) |
| Tremulant          |        |     |

| Pedalwerk C– |       |     |
| Principal    | 16′   | (H) |
| Subbaß       | 16′   | (H) |
| Oktav        | 8′    |     |
| Gedeckt      | 8′    | (H) |
| Piffaro II   | 4′+2′ | (H) |
| Hintersatz V | 2 ⁄3′ | (H) |
| Posaune      | 16′   | (H) |
| Clairon      | 4′    | (H) |

- Anmerkung

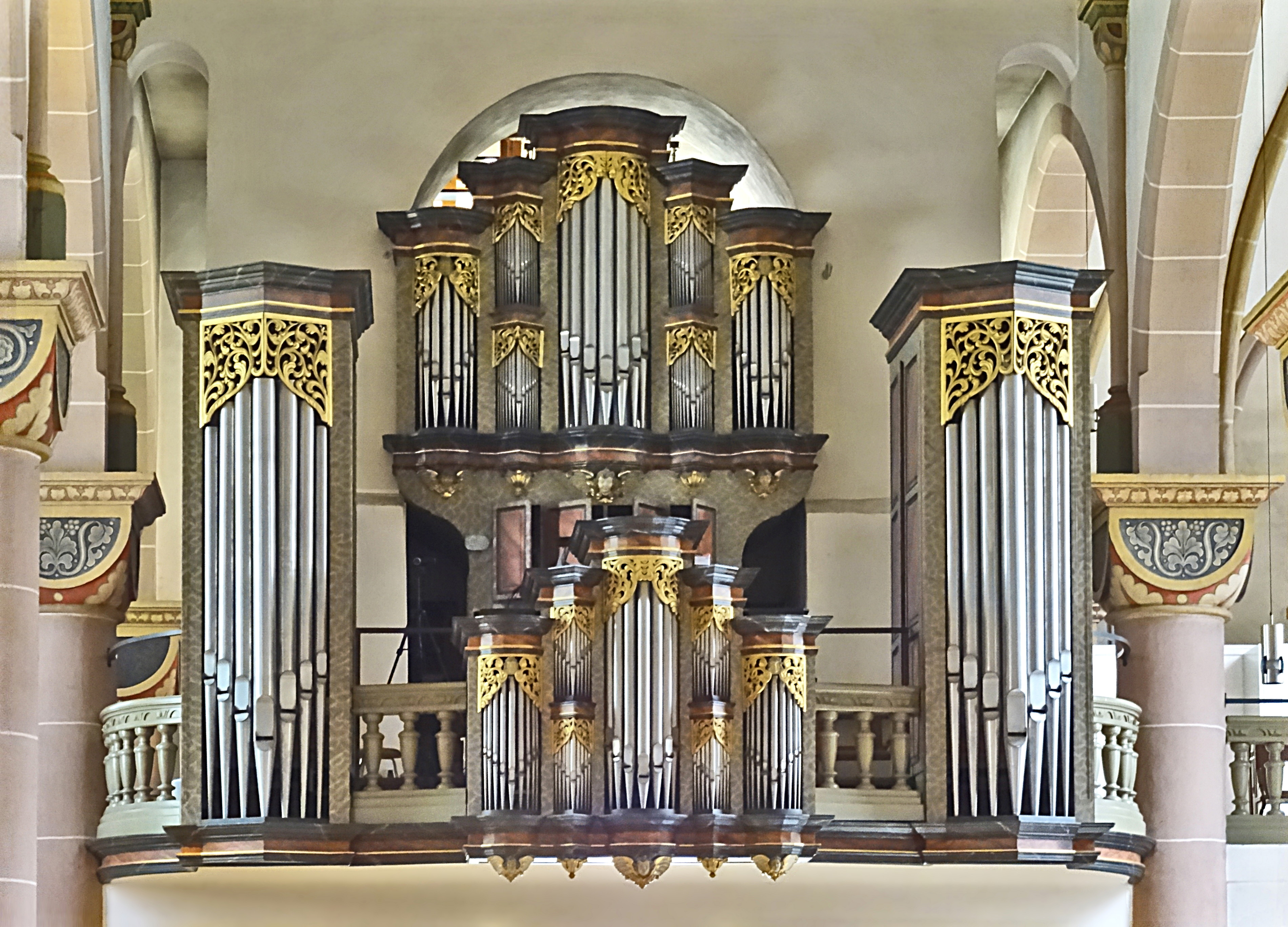
Die Orgel

(H) = altes Pfeifenmaterial bzw. Register